# Eojjeoda, gyeolhon
Eojjeoda, gyeolhon (어쩌다, 결혼?), noto anche con il titolo internazionale in lingua inglese Trade Your Love, è un film del 2019 scritto e diretto da Park Ho-chan e Park Soo-jin.

## Trama
Sung-seok e Hae-joo, dopo essersi conosciuti in un appuntamento al buio, decidono di sposarsi per convenienza; con il passare del tempo e pur considerando il loro matrimonio un accordo, i due sposi iniziano a innamorarsi l'uno dell'altra.

## Distribuzione
In Corea del Sud, la pellicola è stata distribuita a partire dal 27 febbraio 2019 da CJ CGV.